# Nadhazovač
V baseballu je nadhazovač hráč, který hází míček z nadhazovacího kruhu (kopce) směrem ke catcherovi, který je za pálkařem, s cílem pálkaře vyoutovat. Pálkař se snaží nadhozený míček odpálit, nebo vystát metu. V systému zapisování průběhu hry má každý hráč své číslo, nadhazovač má číslo 1. Nadhazovač je často považován za nejdůležitějšího hráče pro obranu, a proto se nachází pravém konci obranného spektra (ve středu pole).
Nadhazovač obvykle hraje také jako pálkař. Od roku 1973 v lize American League může nadhazovače na pálce zastoupit tzv. „suplující pálkař“. Toto pravidlo se v 80. a 90. letech začalo z American League šířit do dalších soutěží. Národní liga v Major League Baseball a japonská Central League patří mezi ligy, které pozici suplujícího pálkaře nezavedly.

## Přehled

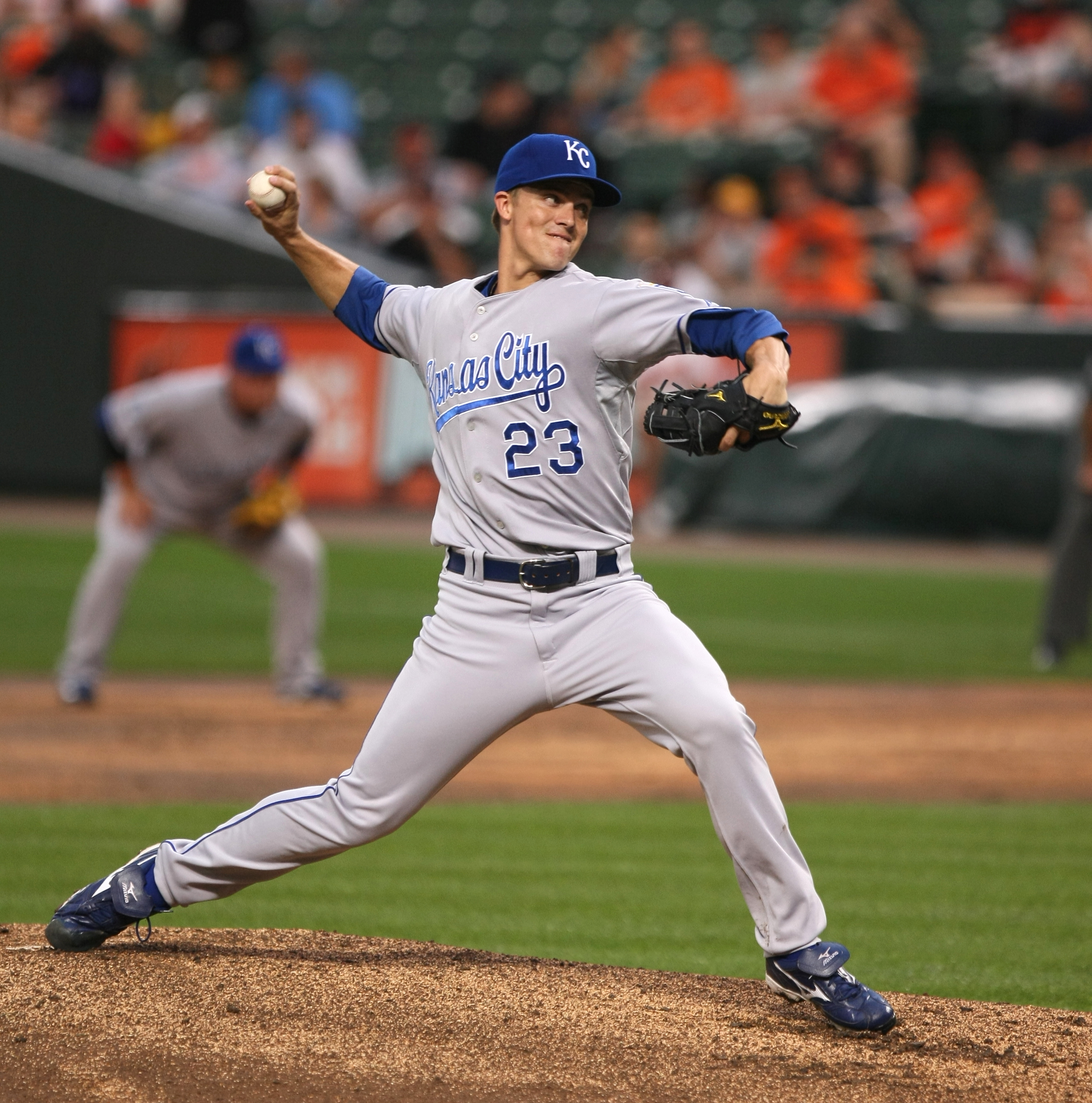
Nadhazující Zack Greinke

Ve většině případů je cílem nadhazovače hodit míč catcherovi tak, aby pálkař nemohl trefit míč pálkou. Úspěšný nadhoz je takový, který je ve strike zóně a projde pálkaři, nebo se do něj pálkař netrefí, nebo ho trefí špatně a odpal je snadno zpracovatelný. Pokud se pálkař rozhodne nešvihat míč a ten je ve strike-zóně, je to považováno za strike, pokud není ve strike-zóně, je nadhoz označován jako ball. Kontrolovaný švih, nebo krátký švih nastane, když pálkař zahájí švih, ale nedokončí ho. Pokud míč není ve strike-zóně, je to označováno za ball.
Nadhoz je přesně daný pohyb, který má určité hranice toho, jak musí vypadat a ty nesmí být porušeny. Schopný nadhazovač je ten, který spoléhá a umí kontrolovat svou rychlost a schopnost hodit strike. Silový nadhazovač spoléhá na rychlost nadhozů, a obvykle dosahuje vysokého počtu strike-autů. Technický nadhazovač háže přesné nadhozy, a pálkař tak proti němu málokdy vystojí metu. Téměř všechny akce v obraně jsou soustředěny kolem nadhazovače. Styl a schopnosti nadhazovače a jeho nadhoz často ovlivňují dynamiku a vývoj hry, a mohou určit výsledek zápasu. Nadhazovač hází z kopečku uprostřed hřiště, směrem na catchera, a snaží se vyautovat pálkaře. Oproti tomu pálkař se snaží míč správně odehrát do pole.
Rozlišuje se několik typů nadhozů, z toho 2 jsou hlavní. Typ a pořadí těchto nadhozů závisí na situaci a určuje to catcher, který komunikuje s nadhazovačem pomocí signálů, většinou čísel, který si ukazují na prstech. Vztah mezi nadhazovačem a catcherem je proto velmi důležitý a je třeba, aby si rozuměli a byli spolu sehraní. Některé týmy nasazují catchera podle nadhazovače. Dohromady jsou tito dva hráči označování jako baterie hry.